# 伊萊比特
伊萊比特（Elektrobit Automotive GmbH）是德國的車用軟體公司，總部在埃朗根，是大陆集团完全持股的子公司。
2015年7月1日之前，伊萊比特是芬蘭公司Elektrobit Oyj的部門之一。Elektrobit Oyj在2015年7月1日將Elektrobit品牌，約有1500人的車用部門以六億歐元的金額賣給大陆集团。

## 歷史
Elektrobit公司在2004年收售了位在埃朗根的3SOFT公司。3SOFT成立於1998年，由醫療技術軟體的公司，當時已發展為有系統軟體以及車用控制單元軟體的公司。
Elektrobit 在2007年6月接收了FlexRay公司DECOMSYS，在2008年7月接收了嵌入式軟體公司NCS，其車用部門漸漸成長。
Elektrobit將車用部門以及品牌賣給大陆集团後，公司原來的無線部門改名為Bittium。
大陆集团在2017年11月將位在以色列特拉维夫的網路安全公司Argus Cyber Security整合到Elektrobit

## 車用軟體
伊萊比特提供車用電子的嵌入式軟體，也開發車用產品，以及汽車產業的諮詢及服務，包括AUTOSAR、FlexRay、资讯娱乐、導航、用户界面及高级辅助驾驶系统。

## 標準
Elektrobit參與許多標準化組織，例如
- AUTOSAR（高級成員）
- FlexRay（英语：FlexRay）（高級會員）
- OSEK/VDX技術委員會（OSEK/OS和OSEKtime規格的共同作者）
- ASAM e.V.（英语：ASAM e.V.）的供應商成員
- JASPAR（Japan Automotive Software Platform and Architecture）
- MOST組織的成員